# Raphistomatidae
De Raphistomatidae zijn een familie van uitgestorven weekdieren uit de klasse van de Gastropoda (slakken).

## Geslachten
- Anodomaria Szabó, 1980 †
- Wortheniopsis Böhm, 1895 †